# Colletes nieuwoudtvillei
Colletes nieuwoudtvillei là một loài Hymenoptera trong họ Colletidae. Loài này được Kuhlmann mô tả khoa học năm 2007.